# Unterstadt (Freiberg)

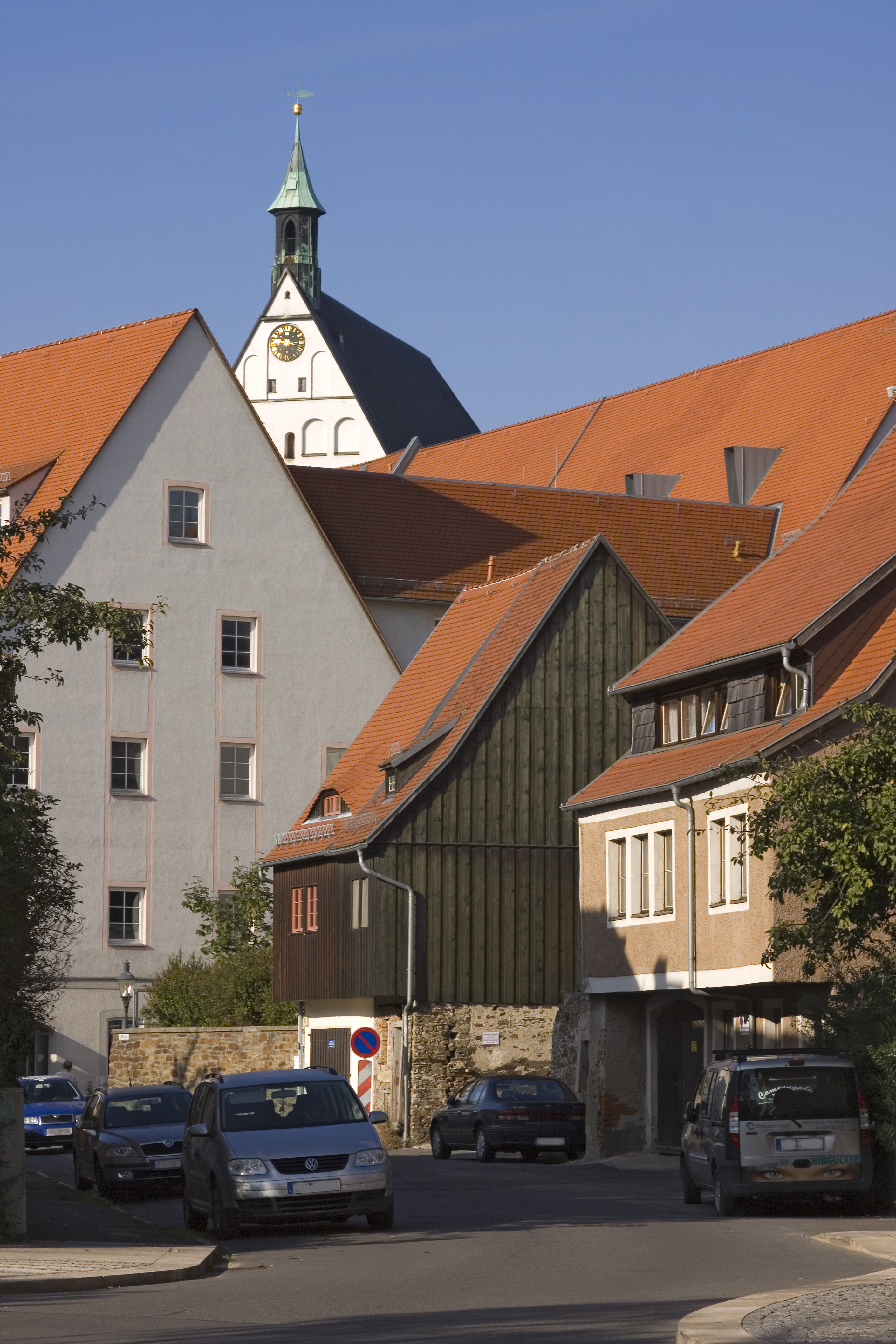
Die Straße „Am Mühlgraben“ in der Freiberger Unterstadt

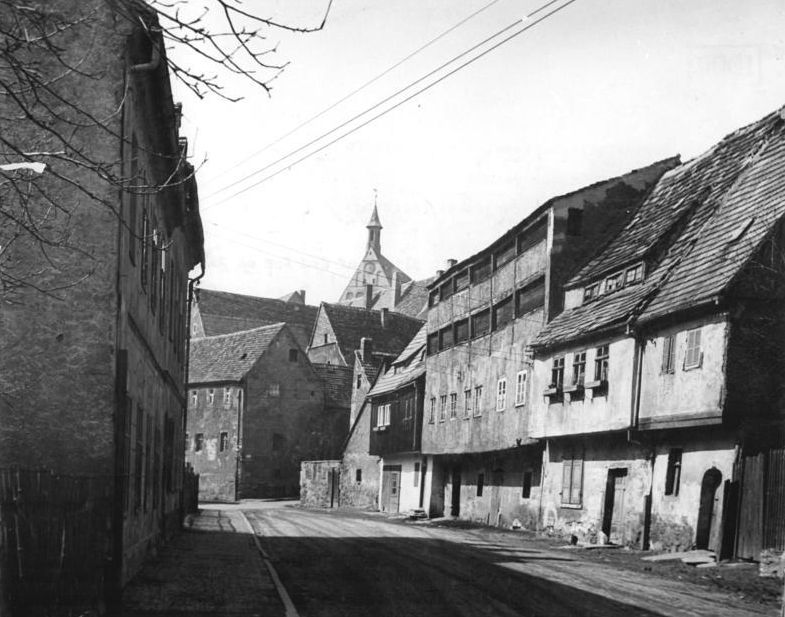
Die ältesten Häuser von Freiberg (1956), die sogenannten Gerberhäuser aus etwa dem gleichen Aufnahmestandpunkt wie im Bild darüber

Die Unterstadt von Freiberg bezeichnet den nordöstlichen, topografisch tiefer gelegenen Teil der Freiberger Altstadt. Sie ist der älteste Siedlungsbereich der Stadt und beinhaltet die als städtische Keimzellen belegten Siedlungen Christiansdorf und Sächsstadt.

## Geografie
Die Freiberger Unterstadt ist Schwerpunkt des Wohnens, hat eine Fläche von ungefähr 0,34 km² und liegt beiderseits des Münzbaches, der diesen Teil der Stadt von Süd nach Nord durchfließt und vollständig verrohrt ist. Der Stadtteil grenzt halbkreisförmig, getrennt durch Erbische Straße und Burgstraße unmittelbar im Nordosten von dieser an die Oberstadt an. Unterstadt und Oberstadt verstehen sich insgesamt als Altstadt, wobei davon hinsichtlich der Fläche die Unterstadt etwa 2⁄3 umfasst. Die Abgrenzung zu den Vorstädten außerhalb der ehemaligen Stadtmauer wird durch die Straßenzüge Meißner Ring, Donatsring, Hornstraße und parallel dazu durch den Verlauf der ehemaligen Stadtbefestigungsanlagen, die in diesem Bereich größtenteils noch erhalten sind, gegeben. Die Straßenzüge Helmertplatz, Wasserturmstraße und Talstraße folgen der Talsohle des Münzbachtales. Westlich davon verlief der ehemalige Mühlgraben, der am Straßennamen Am Mühlgraben noch zu erkennen ist. Die Pfarrgasse liegt etwa auf den Flurstücken des ehemaligen Christiansdorf. An der jetzigen Berggasse – in der städtischen Umgangssprache „Schüppchenberg“ (Schüppchen = Küken) genannt – erfolgte vermutlich der Überlieferung nach der erste Fund von gediegenem Silbererz durch Hallesche Salzfuhrleute oder Goslarer Bergleute. Um den Buttermarkt, an welchem sich die Nikolaikirche und das Theater befinden, wird mit Weingasse, Enge Gasse, Nikolaigasse und Aschegasse die ehemalige Sächsstadt angenommen. Der Freiberger Dom St. Marien befindet sich innerhalb der Straßenzüge Am Dom, Untermarkt, Moritzstraße und Domgasse. Die restlichen Straßen (Geschwister-Scholl-Straße, Mönchsstraße, Brennhausgasse, Kirchgasse, Thielestraße, Borngasse, Heubnerstraße, Kreuzgasse, Färbergasse, Jakobigasse, Terrassengasse, Kesselgasse, Theatergasse, Donatsgasse, Buttermarktgasse, Stollngasse, Herderstraße, An der Nikolaikirche, Gerbergasse, Badegäßchen, Meißner Gasse, Bäckergäßchen, Untergasse, Silbermannstraße, Schloßplatz) bilden ein unregelmäßiges Netz.

## Sehenswürdigkeiten
Die Freiberger Altstadt, also Ober- und Unterstadt zusammen, verfügt über 1.250 Baudenkmale. In der Unterstadt befindet sich mit dem Freiberger Dom eines der herausragendsten und bekanntesten. Mit der Nikolaikirche, dem Donatsturm, der gleichzeitig einen Endpunkt der noch vorhandenen Stadtbefestigungsanlagen bildet, dem Stadt- und Bergbaumuseum Freiberg, den Geowissenschaftlichen Sammlungen und Technischen Sammlungen der Bergakademie Freiberg mit Historischem Kabinett und Winkler-Gedenkstätte kann diese Aufzählung fortgesetzt werden.

## Verkehr
Die Unterstadt besteht aus vielen, teilweise sehr engen und sehr steilen Straßenzügen mit teilweise unter dem Aspekt des Denkmalschutzes wiederhergestelltem Kopfsteinpflaster. Fußwege und Bürgersteige bestehen zum großen Teil aus großen Granitplatten. An barrierefreien Wegen und Zugängen wird gearbeitet. Von Beginn des privaten Kfz-Verkehrs an existieren viele Einbahnstraßenregelungen. Der Parkraum ist gering bemessen und vor allem den Anwohnern vorbehalten. Aus diesem Grund ist ein Befahren mit PKW zu touristischen Zwecken nicht zu empfehlen. Auch das Fahrrad ist nicht das optimale Verkehrsmittel, kann aber verwendet werden. Freiberg versteht sich insgesamt als „Stadt der kurzen Wege“, sodass die meisten Entfernungen auch bequem zu Fuß zurückgelegt werden können. Am Stadtring (Meißner Ring, Donatsring, Hornstraße) besteht Anschluss an den ÖPNV-Busverkehr. Der Weg vom am weitesten entfernt gelegenen Punkt der Unterstadt zum Busbahnhof beträgt maximal 1 km, zum Bahnhof etwa 2 km. Erbische Straße und Burgstraße, sowie der Bereich um die Meißner Gasse und den Untermarkt sind zur Fußgängerzone ausgebaut. An der Hornstraße (Parkhaus), am Untermarkt und am Buttermarkt (hier aber nur eine geringe Anzahl von Stellflächen) bestehen Parkmöglichkeiten für PKW.